# Archivtag
Als Archivtag werden meist wissenschaftliche Tagungen archivarischer Fachverbände bezeichnet. Seltener wird der Begriff für öffentliche Veranstaltungen verwendet, eher wird dabei vom Tag der Archive oder einem Tag der offenen Tür gesprochen. Es existieren oder existierten folgende Formate mit diesem Namen:
| Veranstaltung                                                               | Erstausgabe          | Veranstalter |
| --------------------------------------------------------------------------- | -------------------- | --- |
| Bayerischer Archivtag                                                       |                      | |
| Brandenburgischer Archivtag                                                 |                      | |
| Deutscher Archivtag                                                         | 25. September 1899   | Gesamtvereins der deutschen Geschichts- und Altertumsvereine (bis 1949) Verband deutscher Archivarinnen und Archivare (seit 1949) |
| Hessischer Archivtag                                                        |                      | |
| Internationaler Archivtag (auch Internationaler Archivkongress)             |                      | |
| Landesarchivtag Mecklenburg-Vorpommern                                      |                      | |
| Landesarchivtag Sachsen-Anhalt                                              |                      | |
| Niedersächsisch-Bremischer Archivtag (bis 2022 Niedersächsischer Archivtag) | 28./29. April 2014   | Verband der Archivarinnen und Archivare in Niedersachsen und Bremen                                                               |
| Norddeutscher Archivtag                                                     |                      | |
| Österreichischer Archivtag                                                  | 1949                 | Verband Österreichischer Archivarinnen und Archivare Wiener Stadt- und Landesarchiv                                               |
| Rheinischer Archivtag (bis 1979 Tagung rheinischer Kommunalarchivare)       | 1967                 | LVR-Archivberatungs- und Fortbildungszentrum                                                                                      |
| Sächsischer Archivtag                                                       |                      | |
| Schleswig-Holsteinischer Archivtag                                          |                      | |
| Schweizer Archivtag                                                         | 15. November 1997    | Verein Schweizerischer Archivarinnen und Archivare                                                                                |
| Südwestdeutscher Archivtag                                                  | 19./20. Oktober 1946 | wechselnde örtliche Archive |
| Thüringischer Archivtag                                                     |                      | |
| Westfälischer Archivtag                                                     | 1939                 | LWL-Archivamt für Westfalen |